# Branscomb-Gletscher
Der Branscomb-Gletscher ist ein Gletscher im westantarktischen Ellsworthland. Er fließt in der Sentinel Range des Ellsworthgebirges von der Nordwestseite des Mount Vinson zum Nimitz-Gletscher.
Der United States Geological Survey kartierte ihn anhand eigener Vermessungen und Luftaufnahmen der United States Navy zwischen 1957 und 1960. Das Advisory Committee on Antarctic Names benannte ihn nach dem US-amerikanischen Physiker Lewis M. Branscomb (1926–2023), Vorsitzender des National Science Board von 1982 bis 1984.